# 中國帝王皇后親王公主世系錄
《中国帝王皇后亲王公主世系录》，台湾作家柏杨编，1977年12月星光出版社出版。共974页。1990年代起由远流出版公司出版。大陆版於1986年由中国友谊出版公司出版。大32开，395页，上下两册。
全书采用家谱与年表相结合的形式，将中国自三皇五帝至伪满洲国的君主王朝的世系皇族以史表形式列出。每表都注明公元纪年。是作者为自己编写的《中国人史纲》、《柏楊版資治通鑑》所作的工具书。本书为研究中国古代和近代历史提供了方便。本书包括序表（历代王朝关系位置表、历代王朝国号表、历代帝王数表、历代立国年数表、历代帝王籍贯表、历代建都表、建都分布表）、帝王篇、皇位世系篇、皇后篇、亲王篇、公主篇、草莽帝王表、历代年号表，统计出中国历史83个王朝（政权）、559位帝王。
- 三皇五氏（神话时代）

1. 黄帝王朝（传说时代）
2. 夏王朝
3. 商王朝
4. 周王朝
5. 吴王国（春秋时代）
6. 越王国（於越）（春秋时代）
7. 楚王国（战国时代）
8. 齐王国（战国时代）
9. 魏王国（梁）（战国时代）
10. 韩王国（战国时代）
11. 燕王国（战国时代）
12. 赵王国（战国时代）
13. 宋王国（桀宋）（战国时代）
14. 秦王朝
15. 楚（西楚王国）
16. 汉（西汉王朝）
17. 新王朝
18. 玄汉（玄汉王朝）
19. 成家帝国
20. 汉（东汉王朝）
21. 魏（曹魏帝国）（三国时代）
22. 汉（蜀汉帝国）（三国时代）
23. 吴（东吴帝国）（三国时代）
24. 晋王朝
25. 成汉帝国（五胡乱华十九国）
26. 汉赵帝国（前赵）（五胡乱华十九国）
27. 赵（后赵帝国）（五胡乱华十九国）
28. 魏（冉魏帝国）（五胡乱华十九国）
29. 秦（前秦帝国）（五胡乱华十九国）
30. 秦（后秦帝国）（五胡乱华十九国）
31. 秦（西秦王国）（五胡乱华十九国）
32. 燕（前燕帝国）（五胡乱华十九国）
33. 燕（后燕帝国）（五胡乱华十九国）
34. 燕（西燕帝国）（五胡乱华十九国）
35. 燕（南燕帝国）（五胡乱华十九国）
36. 燕（北燕帝国）（五胡乱华十九国）
37. 蜀（西蜀王国）（五胡乱华十九国）
38. 凉（前凉王国）（五胡乱华十九国）
39. 凉（后凉帝国）（五胡乱华十九国）
40. 凉（南凉王国）（五胡乱华十九国）
41. 凉（北凉王国）（五胡乱华十九国）
42. 凉（西凉王国）（五胡乱华十九国）
43. 夏（胡夏帝国）（五胡乱华十九国）
44. 宋（南宋帝国）（南北朝）
45. 齐（南齐帝国）（南北朝）
46. 梁（南梁帝国）（南北朝）
47. 陈帝国（南北朝）
48. 魏（北魏帝国）（后魏）（元魏）（南北朝）
49. 齐（北齐帝国）（南北朝）
50. 周（北周帝国）（南北朝）
51. 隋王朝
52. 唐王朝
53. 周（南周王朝）
54. 梁（后梁帝国）（五代）
55. 唐（后唐帝国）（五代）
56. 晋（后晋帝国）（五代）
57. 汉（后汉帝国）（五代）
58. 周（后周帝国）（五代）
59. 岐王国（五代十一国）
60. 楚（南楚王国）（五代十一国）
61. 吴越王国（五代十一国）
62. 蜀（前蜀帝国）（五代十一国）
63. 蜀（后蜀帝国）（五代十一国）
64. 吴（南吴帝国）（五代十一国）
65. 燕（桀燕帝国）（五代十一国）
66. 汉（南汉帝国）（越汉）（五代十一国）
67. 南平王国（荆南）（五代十一国）
68. 闽帝国（五代十一国）
69. 唐（南唐帝国）（五代十一国）
70. 辽帝国（契丹）
71. 宋王朝
72. 夏（西夏帝国）
73. 金帝国
74. 齐（刘齐帝国）
75. 元王朝（蒙古）
76. 天完帝国（元末四国）
77. 宋（韩宋帝国）（元末四国）
78. 汉（陈汉帝国）（元末四国）
79. 夏（明夏帝国）（元末四国）
80. 明王朝
81. 清王朝
82. 太平天国
83. 满洲帝国